# 阿瑞斯嶺
71°52′S 68°30′W / 71.867°S 68.500°W
阿瑞斯嶺（英語：Phobos Ridge）是南極洲的山嶺，位於亞歷山大一世島東南端，處於火星冰川西岸，在1935年11月23日由美國的探險家發現，以火衛一命名，現時由南極條約體系管理。